# Statuia lui Dosoftei din Iași
Statuia lui Dosoftei din Iași este un monument de bronz închinat poetului și cărturarului moldovean Dosoftei (1624-1693), mitropolit al Moldovei care a fost canonizat de către Biserica Ortodoxă Română în anul 2005. Statuia este amplasată în fața Casei Dosoftei din Iași, fiind realizată de către sculptorul ieșean Iftimie Bârleanu și dezvelită în anul 1975 în municipiul Iași. 
Statuia mitropolitului Dosoftei a fost inclusă în Lista monumentelor istorice din județul Iași elaborată în anul 2004 de către Institutul Național al Monumentelor Istorice, fiindu-i atribuit codul  IS-III-m-B-04315 .

## Istoricul amplasamentului
În fața Palatului Culturii din Iași se ridică o construcție simplă cu etaj, având 3 fațade, ferestre arcuite și dreptunghiulare, pridvor deschis, coloane înalte și zvelte și foișoare țărănești, care a adăpostit la sfârșitul secolului al XVII-lea a doua tiparniță din Moldova, instalată de către mitropolitul Dosoftei în anul 1679. 
Inițial, Casa Dosoftei și Biserica "Sf. Nicolae Domnesc" erau înconjurate de un zid protector ale cărui resturi se observă în fața Hotelului Moldova și în peretele casei destinata Muzeului Literaturii vechi, după refacerea din 1970. Aici funcționa o mănăstire de călugări și o tipografie de cărți religioase. Aici s-au tipărit Liturghia (1679), Psaltirea de-nțeles (1680), Viața și petrecerea sfinților (1682–1686) etc. După unele mărturii istorice, Casa Dosoftei a îndeplinit și rolul de reședință mitropolitană prin jurul anului 1675.
Casa Dosoftei a fost restaurată de către Direcția Monumentelor Istorice între anii 1966 și 1969, iar un an mai târziu, la 7 august 1970, s-a deschis aici secția de literatură veche a Muzeului Literaturii Române.

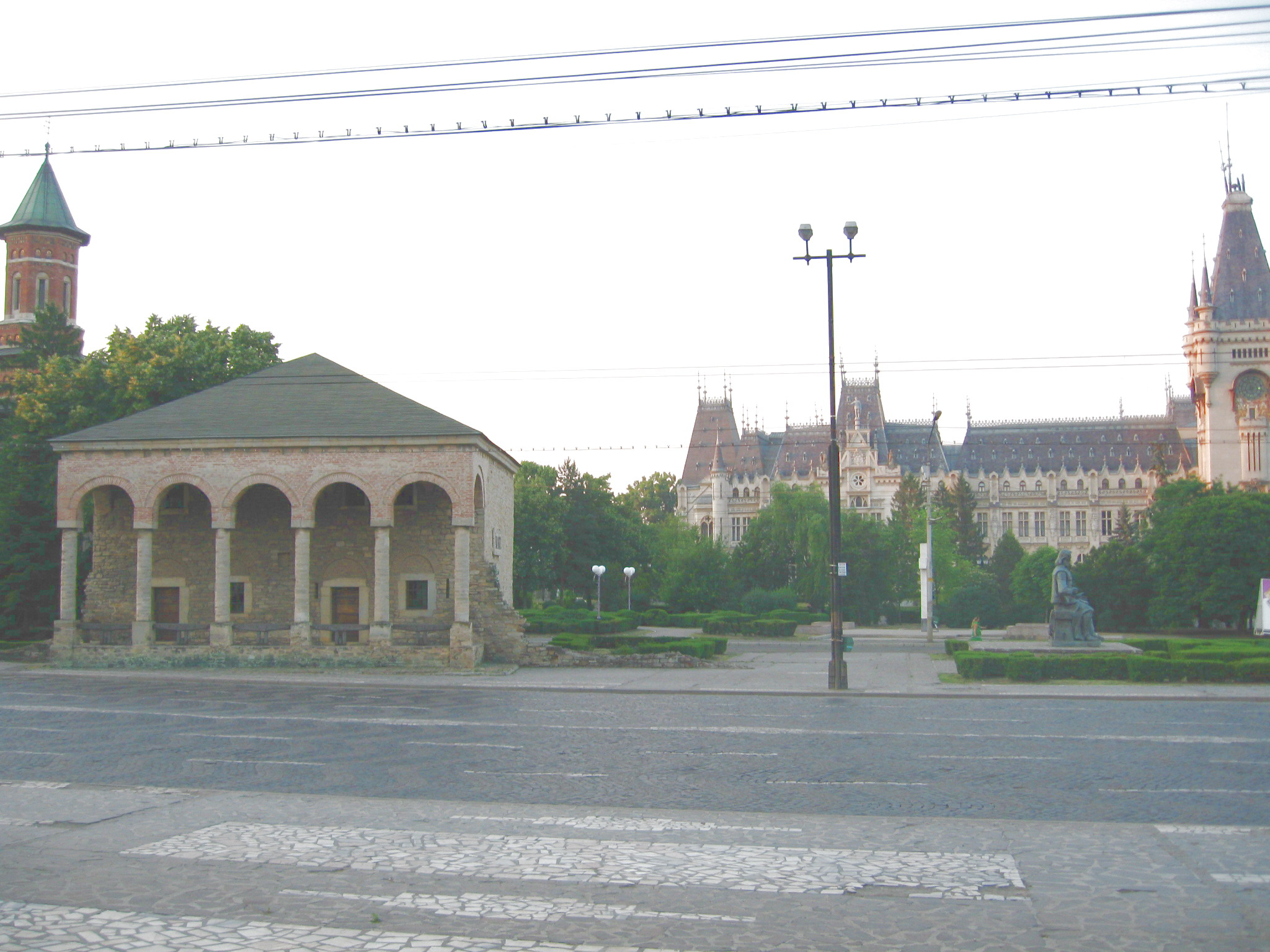
Vedere din Iaşi. În stânga imaginii, Biserica "Sf. Nicolae Domnesc" și Casa Dosoftei, iar în dreapta Statuia mitropolitului Dosoftei și Palatul Culturii.

În prezent, în Casa Dosoftei sunt expuse un manuscris slavon din secolul al XIV-lea; un Liturghier tipărit de Macarie în 1508, prima tipăritură de pe teritoriul românesc; Apostolul, cel mai vechi manuscris romanesc datat (1559–1560); cele mai vechi copii ale Letopisețelor Țării Moldovei de Grigore Ureche și Miron Costin; Cazania mitropolitului Varlaam, prima tipăritură în limba română din Moldova (1643); Psaltirea în versuri (1673) a mitropolitului Dosoftei și o Evanghelie din 1682 ce a aparținut aceluiași (cu însemnări autografe); o copie realizată de Alecu Beldiman a Letopisețului Țării Moldovei de Ion Neculce; un Hronograf din secolul al XVIII-lea ce a aparținut lui Mihai Eminescu, cu sublinierile poetului. De asemenea, aici se află macheta tiparniței lui Dosoftei și colecții de icoane din secolele XVI – XVIII.  

## Statuia lui Dosoftei
În anul 1975, în semn de omagiu față de marele cărturar, unul dintre primii care au promovat tipărirea de cărți în limba română, a fost dezvelită o statuie din bronz realizată de către sculptorul ieșean Iftimie Bârleanu. 
În anii de după Revoluția din decembrie 1989, pana din mâna dreaptă a lui Dosoftei a fost smulsă și a dispărut, așa cum se poate vedea din compararea fotografiilor mai vechi cu cele actuale. Dacă la Statuia lui Miron Costin din Iași, Primăria Municipiului Iași a înlocuit pana lipsă , la Statuia lui Dosoftei încă nu s-a întâmplat același lucru.

## Fotogalerie

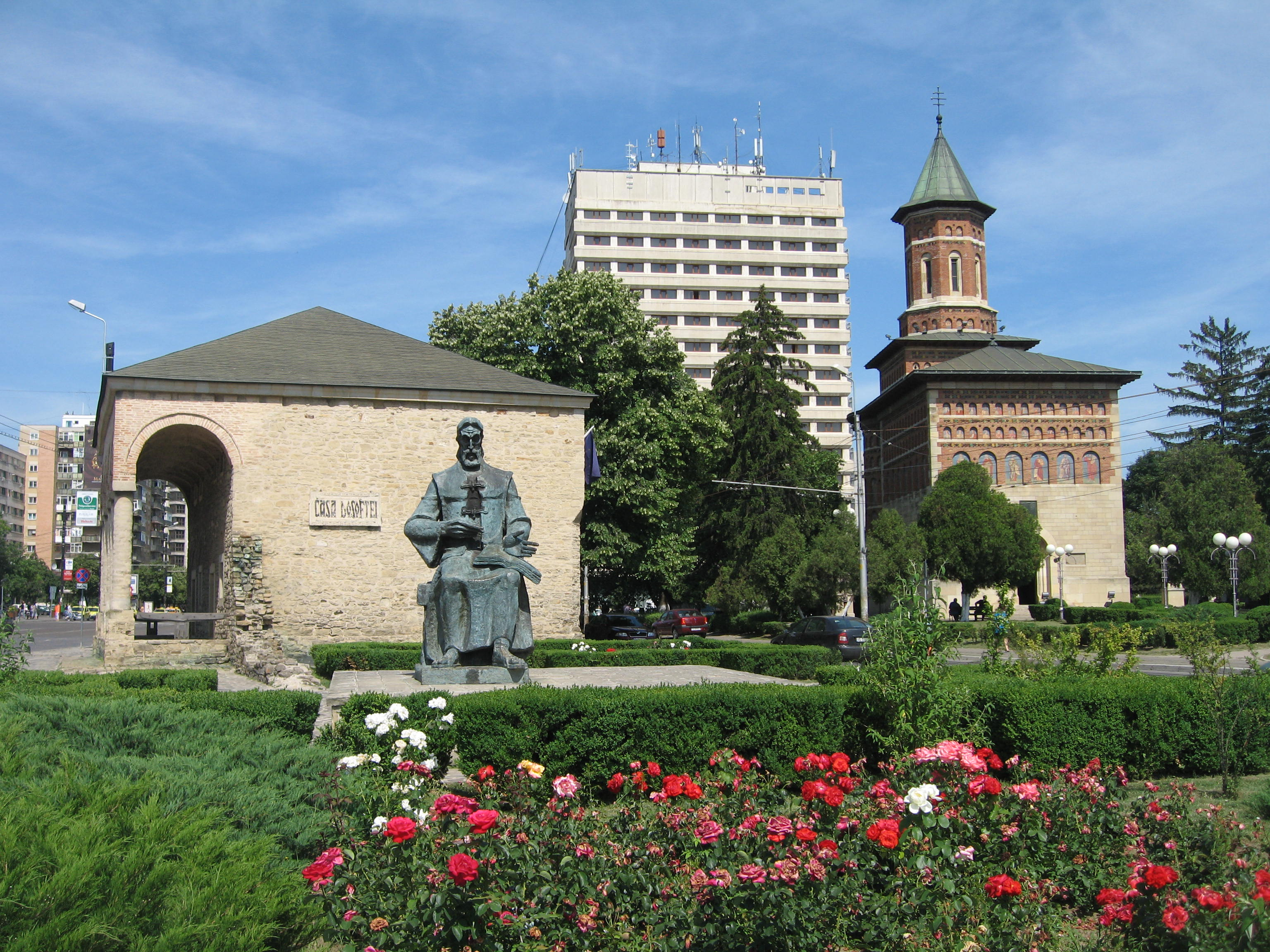
Statuia lui Dosoftei. În spate, Casa Dosoftei. În dreapta imaginii, Biserica „Sf. Nicolae Domnesc”.
Statuia lui Dosoftei. Pe fundal, Casa Pătrată și Moldova Mall.
Statuia lui Dosoftei.
Semnătura lui Iftimie Bârleanu.